# اچ‌ام‌ای‌اس برماگوی
اچ‌ام‌ای‌اس برماگوی (به انگلیسی: HMAS Bermagui) یک کشتی است که طول آن ۱۴۴ فوت (۴۴ متر) می‌باشد. این کشتی در سال ۱۹۱۲ ساخته شد.